# Amiga 2500
Amiga 2500 (također poznato pod imenom A2500) nije bio posebni model u liniji računala Amiga već marketinško ime za računalo Amiga 2000 s mikroprocesorom Motorola 68020 ili s karticom za ubrzavanje zasnovanoj na procesoru Motorola 68030. Kartice za ubrzavanje koje je koristilo računalo A2500 (A2620 i A2630) bile su dostupne računalu A2000 kao posebna proširenja. 